# Неба
Неба (яп. 根羽村 Нэба-мура) — село в Японии, находящееся в уезде Симоина префектуры Нагано. Площадь села составляет 89,95 км², население — 992 человека (1 августа 2014), плотность населения — 11,03 чел./км².

## Географическое положение
Село расположено на острове Хонсю в префектуре Нагано региона Тюбу. С ним граничат города Тоёта, Эна, посёлок Ситара и сёла Уруги, Хирая, Тоёне.

## Население
Население села составляет 992 человека (1 августа 2014), а плотность — 11,03 чел./км². Изменение численности населения с 1980 по 2005 годы:
| 1980 | 1773 чел. |  |
| 1985 | 1722 чел. |  |
| 1990 | 1599 чел. |  |
| 1995 | 1522 чел. |  |
| 2000 | 1380 чел. |  |
| 2005 | 1253 чел. |  |

## Символика
Деревом села считается криптомерия, цветком — рододендрон.